# Associazione Sportiva Biellese 1965-1966
Questa voce raccoglie le informazioni riguardanti l'Associazione Sportiva Biellese nelle competizioni ufficiali della stagione 1965-1966.

## Rosa
| N. |                   | Ruolo | Calciatore          |
| -- | ----------------- | ----- | ------------------- |
|    | Italia (bandiera) | P     | Enzo Albertini      |
|    | Italia (bandiera) | D     | Benito Boldi        |
|    | Italia (bandiera) | C     | Luigi Burlone       |
|    | Italia (bandiera) | A     | Claudio Costanzo    |
|    | Italia (bandiera) | A     | Enzo Cugnolio       |
|    | Italia (bandiera) | C     | Piergiorgio Finotti |
|    | Italia (bandiera) | P     | Giancarlo Gallesi   |
|    | Italia (bandiera) | C     | Raffaele Gallo      |
|    | Italia (bandiera) | D     | Giorgio Garagiola   |

| N. |                   | Ruolo | Calciatore            |
| -- | ----------------- | ----- | --------------------- |
|    | Italia (bandiera) | C     | Enrico Lastrucci      |
|    | Italia (bandiera) | C     | Silvano Magheri       |
|    | Italia (bandiera) | D     | Italo Mancini         |
|    | Italia (bandiera) | C     | Mario Menotti         |
|    | Italia (bandiera) | C     | Gualtiero Mosca       |
|    | Italia (bandiera) | A     | Ettore Ninni          |
|    | Italia (bandiera) | C     | Giuseppe Nobili       |
|    | Italia (bandiera) | D     | Pierangelo Piccinelli |